# Acalypha bracteata
Acalypha bracteata é uma espécie de flor do gênero Acalypha, pertencente à família Euphorbiaceae.